# Konventionen om Oprindelige Folk og Stammefolk, 1989
ILO-konventionen om Oprindelige Folks Rettigheder eller ILO-konvention nr. 169 om Oprindelige Folk og Stammefolk i selvstendige stater af 1989, også kaldet Konventionen om Oprindelige Folk, er en central folkeretlig bindende konvention om oprindelige folks rettigheder. Konventionen bygger på Konventionen om indfødte befolkningsgrupper og andre befolkningsgrupper der lever under stammeforhold af 1957, og en forløber for FN's Internationale Erklæring om Oprindelige Folks Rettigheder fra 2007.

## Indhold
Gennem 44 artikler skal konventionen sikre oprindelige folks ret til selv at vælge at integrere eller beholde deres kulturelle og politiske integritet, og beskytte oprindelige folk mod ufrivillig assimilation. Som FN's Verdenserklæring om Menneskerettighederne, Den internationale konvention om økonomiske, sociale og kulturelle rettigheder og FN's konvention om borgerlige og politiske rettigheder skal konventionen om oprindelige folk hindre diskrimination. Konventionen om oprindelige folk anerkender oprindelige folks behov for at bevare og udvikle identitet, sprog, kultur og religion.
Konventionen berører mange aspekter af oprindelige folks liv, som for eksempel retten til tosproget uddannelse, sædvaneret, miljø, jordrettigheder, ejendomsrettigheder, retten til at blive hørt og deltage i beslutningsprocesser, selvidentifikation og beskyttelse og udvikling af kulturelle værdier.

## Ratifikation
22 lande har indtil videre ratificeret konventionen (d. 2. februar 2012). Danmark ratificerede konventionen efter en kgl. resolution af 18. januar 1996 i 22. februar 1996, og den trådte i kraft d. 22. februar 1997. For Danmarks vedkommende gælder konventionen for det oprindelige folk i Grønland eller inuit-folket indenfor statens grænser. Hverken Sverige, Finland eller Rusland har ratificeret konventionen. I Sverige blev konsekvenserne af en tilslutning af konventionen undersøgt ved en offentlig redegørelse i 1999, der konkluderede at en tilslutning af konventionen ville være mulig i løbet af en periode på ca. fem år efter enkelte problemstillinger ville være løst. I 2011 mente Sveriges rigsdagspartier imidlertid, at det fremdeles er uklart hvilke konsekvenser konventionen ville kunne få for landet.
Følgende lande har tilsluttet sig til konventionen (dato for ratificeringen i parentes):.
1. Norge (20. juni 1990)
2. Mexico (5. september 1990)
3. Bolivia (11. december 1991)
4. Colombia (7. august 1991)
5. Costa Rica (2. april 1993)
6. Paraguay (10. august 1993)
7. Peru (2. februar 1994)
8. Honduras (28. marts 1995)
9. Danmark (22. februar 1996)
10. Guatemala (5. juni 1996)
11. Nederland (2. februar 1998)
12. Fiji (3. marts 1998)
13. Ecuador (15. mai 1998)
14. Argentina (3. juli 2000)
15. Venezuela (22. maj 2002)
16. Dominica (25. juni 2002)
17. Brasilien (25. juli 2002)
18. Spanien (15. februar 2007)
19. Nepal (14. september 2007)
20. Chile (15. september 2008)
21. Nicaragua (25. august 2010)
22. Centralafrikanske Republik (30. august 2010)
23. Luxembourg (5. juni 2018)

## Eksterne links
- ILO-konvention nr. 169 vedrørende oprindelige folk og stammefolk i selvstændige stater
- ILO work on Indigenous and Tribal Peoples